# Henry de Bohun, 1. Earl of Hereford

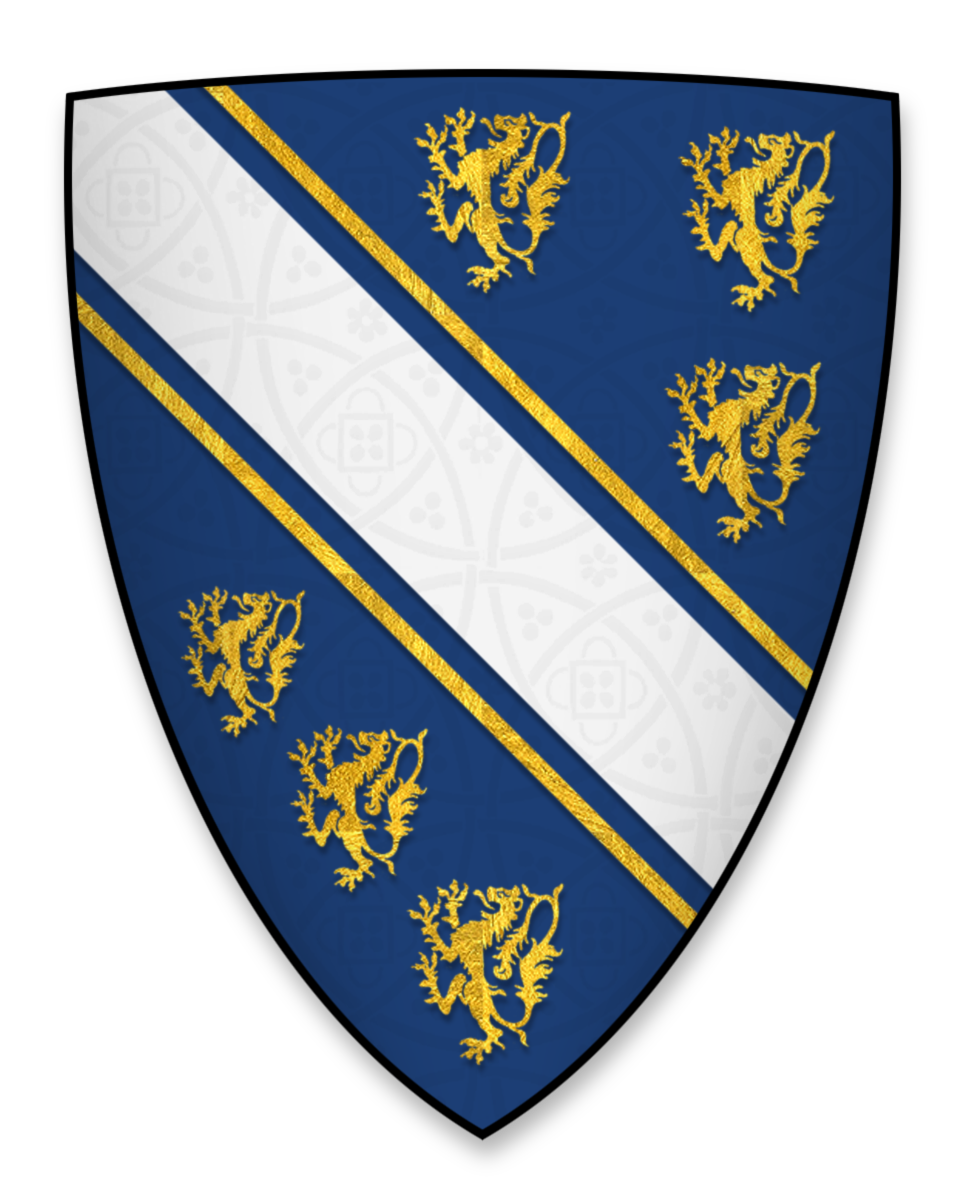
Wappen von Henry de Bohun, 1. Earl of Hereford

Henry de Bohun, 1. Earl of Hereford (* um 1175; † 1. Juni 1220) war ein englischer Magnat. Er gehörte zu den Baronen, die König Johann Ohneland zur Anerkennung der Magna Carta zwangen.

## Herkunft und Jugend
Henry de Bohun entstammte der anglonormannischen Familie Bohun. Er war ein Sohn von Humphrey III. de Bohun († 1181), Lord High Constable, und von Margaret of Huntington († 1201), Witwe von Conan IV., Herzog der Bretagne und  Tochter von Henry of Scotland, Earl of Northumbria. Seine Großmutter väterlicherseits war Margaret de Bohun (um 1121–1197/97), eine Tochter von Miles de Gloucester, 1. Earl of Hereford, einem der wichtigsten Unterstützer der Kaiserin Matilda in der Anarchy. Als Margarets Erbe war sein Vater 1174 zum erblichen Royal Constable ernannt worden, dazu hatte er den Titel Earl of Hereford beansprucht. Nach dem Tod seines Vaters 1181 wurde der junge Henry Erbe eines gewaltigen Landbesitzes, vor allem in Essex, aber auch in Westengland und in den Welsh Marches. Seine Großmutter Margaret wurde sein Vormund, bis er trotz seiner Minderjährigkeit bereits vor 1190 die Verwaltung seines Besitzes übernehmen durfte. Nach dem Tod seiner Großmutter erbte er 1197 auch ihre Besitzungen. Trotz seiner Jugend diente Henry schon unter König Richard Löwenherz als Zeuge einer Reihe von Urkunden. 1197 stellte ihn der König als Geisel während Verhandlungen mit Graf Balduin von Flandern.

## Aufstieg unter König Johann
König Johann Ohneland erhob ihn am 28. April 1200 zum Earl of Hereford, verbot ihm jedoch, Ansprüche auf die Ländereien zu erheben, die König Heinrich II. seinem Vorgänger Roger Fitzmiles, 2. Earl of Hereford, einem Bruder seiner Großmutter, gegeben hatte. Seine Erhebung war zum Teil sicher eine Wiedergutmachung, nachdem der Titel Earl of Hereford nach Rogers Tod von Heinrich II. für erloschen erklärt worden war, dazu war er als Urenkel des schottischen Königs David I. ein Neffe von König Wilhelm I. von Schottland.  Zwischen 1204 und 1211 führte Henry einen langwierigen Streit um die Herrschaft Ryhall in Rutland, die 20 Knight’s fee umfasste und zur Mitgift seiner Mutter gehört hatte.

## Anschluss an die Adelsopposition und Rebell gegen den König
Der Rechtsstreit um Ryhall war gerade gelöst, als Bohun ab 1212 in einen weiteren Rechtsstreit verwickelt wurde. William Longespée, 3. Earl of Salisbury, der Halbbruder des Königs, beanspruchte Henrys Herrschaft Trowbridge in Wiltshire, da er ein Nachfahre des früheren Besitzers Edward of Salisbury war. Bohun hatte Trowbridge gefördert und dabei erreicht, dass der König der Siedlung 1200 das Marktrecht verliehen hatte, dazu war mit dem Bau einer eigenen Pfarrkirche begonnen worden. Bohun war deshalb nicht bereit, ohne weiteres seine Ansprüche aufzugeben. Der Streit führte rasch zu einer Verschlechterung seines Verhältnisses zum König. Wie bei vielen Prozessen damals üblich, spielte Bohun zunächst auf Zeit. Aufgrund angeblicher Erkrankungen erschien er nicht zu Anhörungen, was der König jedoch für unzulässig befand und selbst die Verwaltung des umstrittenen Besitzes übernahm, wobei er seinem Halbbruder Longespée zugestand, von den Vasallen in Trowbridge Schildgeld einzuziehen. Da der König die Herrschaft ohne Gerichtsverhandlung oder -urteil besetzt und dabei seinen Halbbruder bevorzugt hatte, schloss sich Bohun aus Protest der Adelsopposition gegen den König an. Seine verwandtschaftlichen Bindungen zu einigen Führern der Adelsopposition begünstigte diesen Schritt: seine Frau Maud war eine Schwester von Geoffrey de Mandeville, auch mit Robert FitzWalter, einem der wichtigsten Führer der Rebellen, war er verwandt. Nach Anerkennung der Magna Carta erreichte er, dass er die Herrschaft, allerdings nicht Trowbridge Castle, zurückerhielt. Dennoch zog sich der Streit mit Longespée weiter hin, bis schließlich 1229 eine Einigung erzielt wurde, nach der Edward of Salisburys Erbe gerecht aufgeteilt wurde, so dass Burg und Herrschaft von Trowbridge an Longespées Witwe Countess Ela of Salisbury fiel.
Nach der Anerkennung der Magna Carta im Juni 1215 durch den König wurde Bohun zu einem der 25 Barone gewählt, die die Einhaltung der Bestimmungen der Magna Carta durch den König überwachen sollten. Als es im Herbst 1215 zum Krieg der Barone gegen den König kam, wurden Bohuns Besitzungen vom König beschlagnahmt. Er selbst wurde als Rebell vom Papst exkommuniziert. Dennoch gehörte Bohun weiter zu den Rebellen, auch als König Johann im Oktober 1216 starb. Im Mai 1217 geriet er mit anderen führenden Rebellen in der Schlacht von Lincoln in die Gefangenschaft der Parteigänger des jungen Königs Heinrich III.,  dem er sich nach dem Frieden von Lambeth im September 1217 unterwarf. Bis auf Trowbridge erhielt er seine Besitzungen zurück.
Als Bußleistung für seine Exkommunizierung begann er eine Wallfahrt ins Heilige Land und starb auf der Seefahrt dorthin. Sein Leichnam wurde in die Llanthony Secunda Priory bei Gloucester, dem traditionellen Begräbnisort seiner Familie, überführt, wo er im Kapitelhaus beigesetzt wurde.

## Heirat und Nachkommen
Vor 1199 hatte er Matilda (Maud) de Mandeville († 1236), eine Tochter von Geoffrey fitz Peter, 1. Earl of Essex geheiratet. Ihre Mitgift war das Gut Wheatenhurst in Gloucestershire. Mit ihr hatte er mehrere Kinder, darunter:
- Humphrey de Bohun († 1275)
- Henry de Bohun
- Ralph de Bohun

Sein Erbe wurde sein Sohn Humphrey. Seine Witwe heiratete zwischen 1221 und 1226 in zweiter Ehe Sir Roger de Dauntsey aus Wiltshire. Sie erbte nach dem Tod ihrer Brüder 1227 den Titel Countess of Essex, den sie ihrem Sohn Humphrey vererbte.